# Hrabstwo Watonwan
Hrabstwo Watonwan (ang. Watonwan County) – hrabstwo w stanie Minnesota w Stanach Zjednoczonych. Hrabstwo zajmuje powierzchnię 1139 km². Według szacunków United States Census Bureau w roku 2010 liczyło 11 211 mieszkańców. Siedzibą administracyjną hrabstwa jest St. James.

## Miasta
- Butterfield
- Darfur
- La Salle
- Lewisville
- Madelia
- Odin
- St. James